# Georges Pascal Ricordeau
Georges-Pascal Ricordeau, nacido en 1963, es un pintor y escultor francés, residente en Los Ángeles.

## Vida y obras
A los 20 años, Georges-Pascal Ricordeau que dibujaba con bolígrafo todo lo que le resultase emotivo y que tuviese un sentido , comenzó sus estudios de Bellas Artes en Beaune, y posteriormente en Dijon.
Realizó a partir del año 2009 , unas esculturas a base de planchas , barras y hojas de hierro con colores muy vivos, a menudo de color rojo.